# Cascada
Cascada – solowy projekt  wokalistki Natalie Horler a wcześniej niemieckie trio, tworzące muzykę hard dance oraz euro dance, założone w 2004. W skład zespołu wchodzili opróczNatalie Horler producenci Manian i Yanou.
Zespół zdobył popularność dzięki przebojom, takim jak „Miracle”, „Everytime We Touch”, „Truly Madly Deeply”, „What Hurts the Most”, „Evacuate the Dancefloor” czy „Pyromania”. Debiutancki album Everytime We Touch jest największym sukcesem komercyjnym zespołu. Łącznie sprzedał ponad 30 mln swoich płyt na całym świecie oraz 15 mln plików cyfrowych. W 2013 reprezentował Niemcy z piosenką „Glorious” w finale 58. Konkursu Piosenki Eurowizji.

## Historia zespołu
W wieku 18 lat Natalie Horler pracowała w studiach muzycznych dla różnych DJ-ów. W tym czasie poznała Yanou oraz Maniana, którzy zaproponowali jej współpracę. Pierwotnie wydawali utwory pod szyldem Cascade, jednak z powodu wytoczenia sprawy sądowej przez producenta muzycznego o pseudonimie Kaskade zmienili nazwę na Cascada. W 2004 nagrali debiutanckie single: „Miracle” i „Bad Boy”, które zostały wydane pod szyldem wytwórni Andorfine Records. Utwory przykuły uwagę amerykańskiej wytwórni muzyki dance Robbins Entertainment, z którymi wynegocjowali kontrakt. W 2004 wytwórnia wydała re-edycję singla „Miracle”, na którym znalazły się też utwory „Everytime We Touch”, zawierający sample z piosenki Maggie Reilly o tym samym tytule, i „How Do You Do!”, będący coverem przeboju grupy Roxette.
W 2006 wydali pierwszy album studyjny pt. Everytime We Touch, który promowali singlem „Miracle”. Utwór trafił na pierwsze miejsce list przebojów we Francji. Drugi, tytułowy singiel z albumu, zyskał międzynarodowy sukces, trafiając na wysokie miejsca wielu list przebojów w Europie i do pierwszej dziesiątki amerykańskiej listy Billboard. Singiel zdobył certyfikat złotej i platynowej płyty w USA. W międzyczasie zaczęli tworzyć pod szyldem własnej wytwórni Zooland, dzięki któremu wydali kolejne międzynarodowe single: „Truly Madly Deeply”, będący coverem utworu zespołu Savage Garden, „Kids in America” (Kim Wild) oraz „A Neverending Dream” (grupy X-Perience). Wydali też kilka singli regionalnych, m.in. w Szwecji czy w Niemczech. Album Everytime We Touch trafił na pierwsze miejsce listy najczęściej kupowanych płyt w Irlandii, był wysoko notowany również w USA i Wielkiej Brytanii. Za płytę odebrali World Music Award dla „najlepiej sprzedającego się na świecie niemieckiego artysty”. Również w 2006 wydali składankę pt. The Remix Album,
zawierającą remiksy największych hitów w dorobku zespołu.
W 2007 wydali drugi album studyjny pt. Perfect Day. Pierwszym singlem był utwór „What Hurts the Most”, cover pioseki Rascal Flatts, który trafił do pierwszej dziesiątki list przebojów. W 2008 wydali reedycję singla z b-side’m, coverem przeboju Wham! „Last Christmas”. Zaprezentowali także dwa nowe utwory promujące płytę: „What Do You Want from Me?” oraz „Because the Night” (Patti Smith) oraz piosenki „Faded” i „Perfect Day”, które były notowane głównie na listach amerykańskich muzyki dance. Na płycie znalazły się także covery piosenek „Sk8er Boi” Avril Lavigne i „Just Like a Pill” Pink.

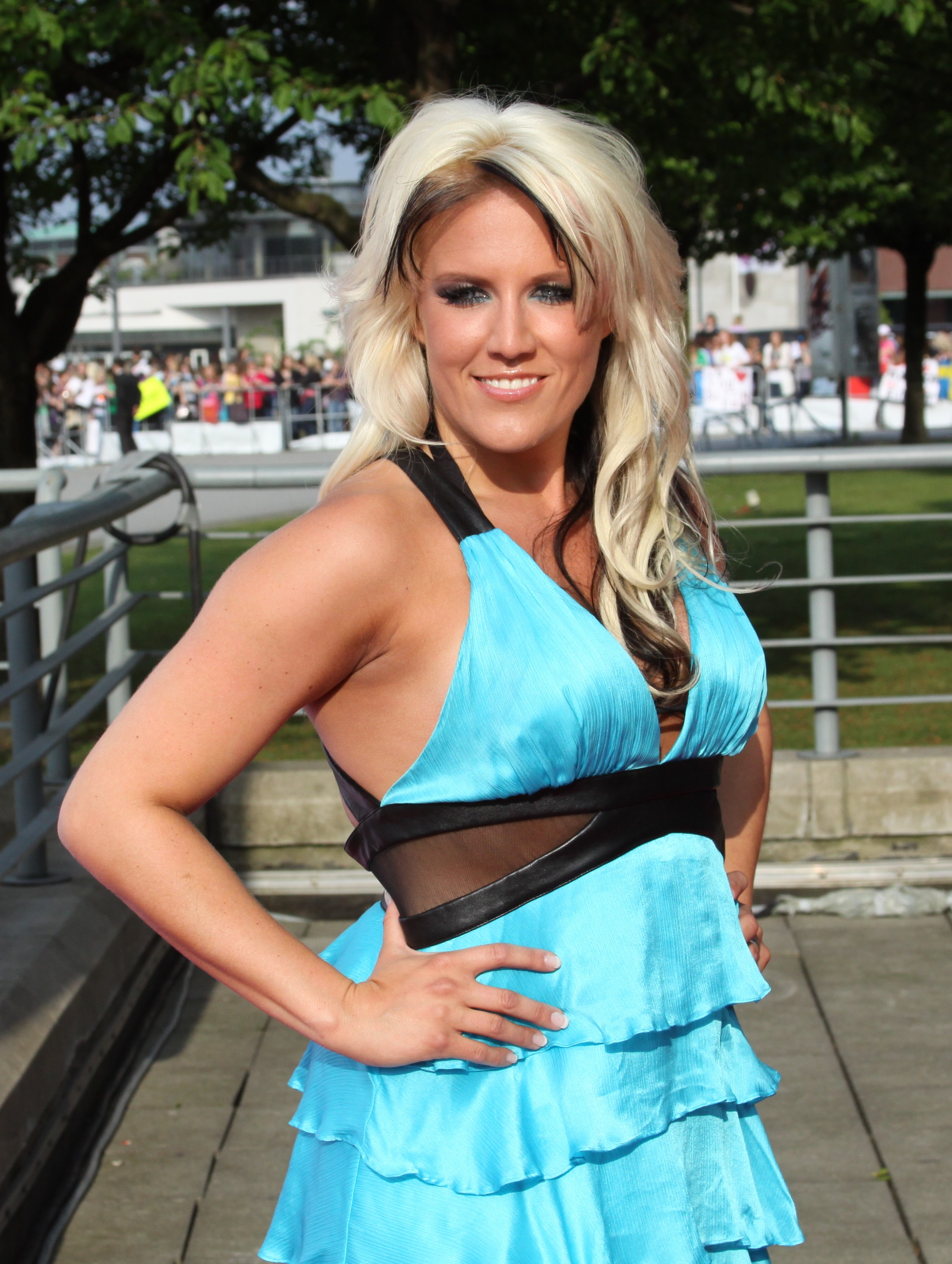
Natalie Horler podczas ceremonii niemieckich VIVA Comet Awards, 2010

W 2009 wydali trzeci album studyjny pt. Evacuate the Dancefloor. Promowali go tytułowym singlem, z którym zadebiutowali na pierwszym miejscu brytyjskiej listy przebojów i dotarli do czołówki notowań w Australii, Belgii, Francji, Nowej Zelandii, Norwegii. W ramach trasy promocyjnej wystąpili w Berlinie jako support Britney Spears podczas jej trasy koncertowej The Circus Starring: Britney Spears. Pozostałymi singlami z albumu zostały utwory „Fever” i „Dangerous”.
W 2011 wydali czwarty album studyjny pt. Original Me, który promowali singlem „Pyromania”, który znalazł się na trzecim miejscu holenderskiej listy przebojów i na 11. miejscu we Francji, a także singlami „Night Nurse” i „San Francisco”, który był często porównywany do „California Gurls” Katy Perry z 2010. We wrześniu wydali utwór „Au Revoir”, który znalazł się na 31. miejscu australijskiej listy przebojów. W tym samym miesiącu wytwórnia Robbins Entertainment poinformowała o zakończeniu współpracy z trio.
5 marca 2012 zaprezentowali teledysk do singla „Summer of Love”. Klip został nakręcony na Teneryfie. W kwietniu wydali album kompilacyjny pt. Back on the Dancefloor, na której znalazł się utwór „Summer of Love”, największe przeboje grupy oraz remiksy. W lipcu opublikowali singiel „The Rhythm of the Night”, będący coverem przeboju grupy Corona, do którego nakręcili teledysk. W listopadzie wydali świąteczny album pt. It's Christmas Time, na którym gościnnie zagrał David Horler. Na płycie znalazło się 11 znanych utworów świątecznych w wykonaniu formacji oraz premierowa piosenka „Somewhere at Christmas Time”.

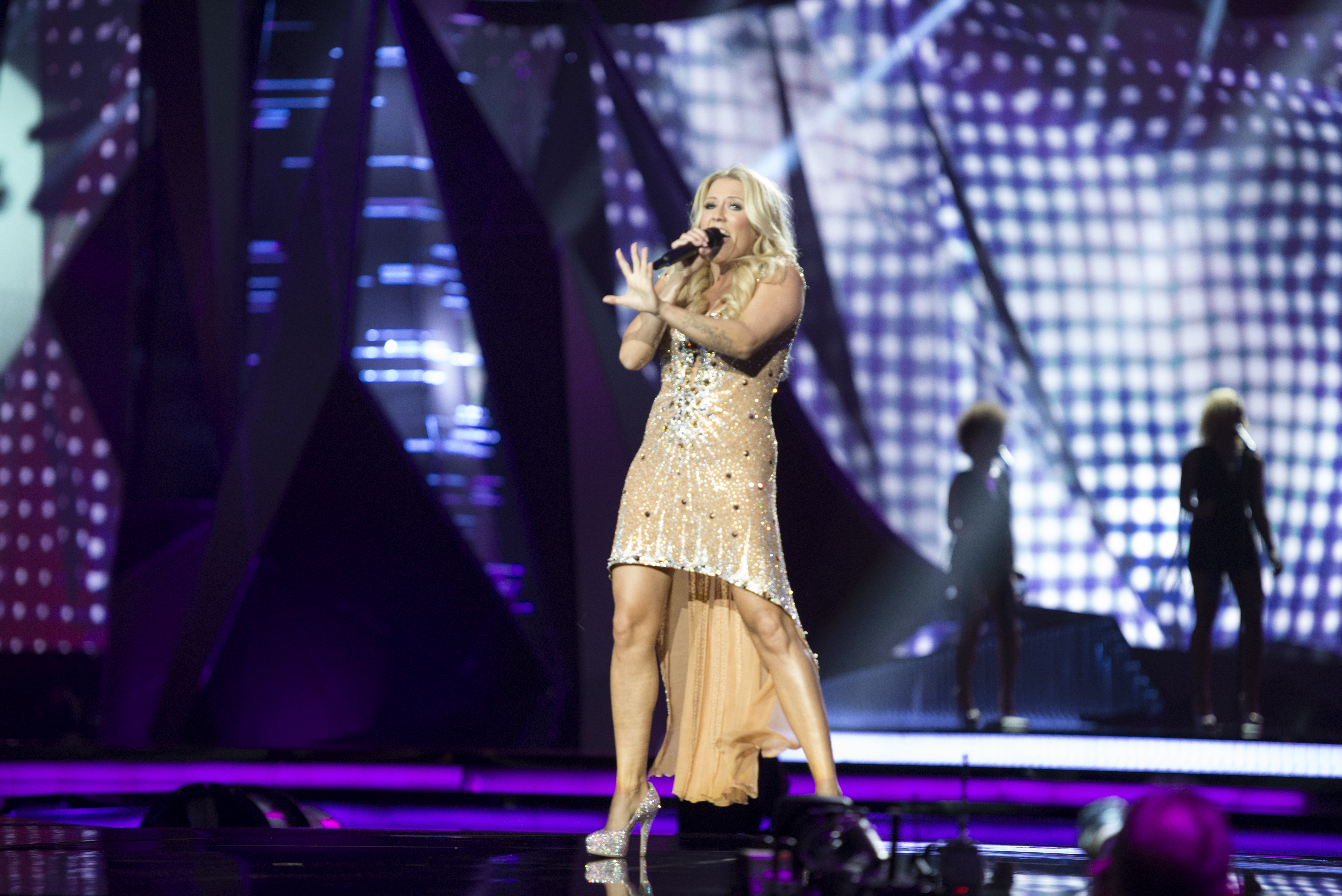
Natalie Horler podczas 58. Konkursu Piosenki Eurowizji, maj 2013

Pod koniec 2012 znaleźli się na liście finalistów programu Norddeutscher Rundfunk Unser Song fur Malmö, do którego zgłosili z utworem „Glorious” autorstwa Andresa Ballinasa i Tony'ego Cornellisena. 14 lutego 2013 wystąpili w finale eliminacji i, zdobywsy łącznie 30 punktów (maksymalną notę 12 pkt od telewidzów, 10 pkt od jurorów oraz 8 pkt od internautów), zwyciężyli, zostając reprezentantami Niemiec w 58. Konkursie Piosenki Eurowizji organizowanym w Malmö. Po finale selekcji pojawiły się informacje o plagiacie przeboju Loreen „Euphoria”, czemu zaprzeczył jej twórca, Thomas G:son. Utwór dopuszczono do udziału w 58. Konkursie Piosenki Eurowizji. W międzyczasie, tj. 29 marca wydali składankę przebojów pt. The Best of Cascada. Utwór „Glorious” znalazł się w gronie faworytów do zwycięstwa Konkursu Piosenki Eurowizji w rankingach fanów oraz Stowarzyszenia Miłośników Eurowizji (OGAE). 18 maja wystąpili w finale konkursu i zajęli 21. miejsce, zdobywszy 18 punktów. Podczas występu Horler miała na sobie cekinową sukienkę projektu Katji Convents. Po finale konkursu wydali singiel „The World Is In My Hands”. W listopadzie wydali cyfrowo album studyjny pt. Acoustic Sessions, na którym umieścili akustyczne wersje swoich przebojów.
Od 2014 wydają regularnie nowe single: „Blink” (2014) i „Madness” (2014, nagrany z gościnnym udziałem Trisa), „Reason” (2015) i „Run” (2018). W 2016 pojawili się gościnnie w utworze Cassiano „Praise You”.
10 października 2024 miała miejsce premiera albumu Studio 24, za którego produkcję nie odpowiadali Manian oraz Yanou. Piosenkarka Natalie Horler wyraziła to chęcią tymczasowego poświęcenia się niezależnym projektom muzycznym.Jednak po premierze Studio 24, Horler potwierdziła na Instagramie, że Manian i Yanou odeszli z Cascady, dodając, że Cascada jest teraz projektem solowym, choć jest otwarta na ponowną współpracę z Manianem w przyszłości.

## Dyskografia
| - Everytime We Touch (2006) - Perfect Day (2007) - Evacuate the Dancefloor (2009) - Original Me (2011) - Studio 24 (2024) - Greatest Hits (2009) - Just the Hits (2010) - Back on the Dancefloor (2012) - The Best of Cascada (2013) | - The Remix Album (2006) - It's Christmas Time (2012) - Acoustic Sessions (2013) |

## Nagrody i nominacje
| Rok  | Nagroda                          | Kategoria                                                | Nominowana praca          | Wynik     |
| ---- | -------------------------------- | -------------------------------------------------------- | ------------------------- | --------- |
| 2006 | International Dance Music Awards | Best New Dance Artist Solo                               | Cascada                   | Wygrana   |
| 2006 | International Dance Music Awards | Best High Energy/Euro Track                              | „Everytime We Touch”      | Nominacja |
| 2006 | Napster Awards                   | Most-Played Dance/Electronic Recording                   | „Everytime We Touch”      | Wygrana   |
| 2007 | World Music Awards               | World's Best Selling Female Pop Artist                   | Cascada                   | Nominacja |
| 2007 | World Music Awards               | Best-Selling German Artist Award                         | Cascada                   | Wygrana   |
| 2008 | European Border Breakers Awards  | Best European Border Breaker-Germany                     | „Everytime We Touch”      | Wygrana   |
| 2008 | International Dance Music Awards | Best High Energy/Euro Track                              | „Truly, Madly, Deeply”    | Nominacja |
| 2008 | International Dance Music Awards | Best Dance Artist (Solo)                                 | Cascada                   | Nominacja |
| 2009 | International Dance Music Awards | Best Dance Artist (Solo)                                 | Cascada                   | Nominacja |
| 2010 | International Dance Music Awards | Best High Energy/Euro Track                              | „Evacuate the Dancefloor” | Nominacja |
| 2010 | International Dance Music Awards | Best Pop Dance Track                                     | „Evacuate the Dancefloor” | Nominacja |
| 2010 | International Dance Music Awards | Best Artist (Group)                                      | Cascada                   | Nominacja |
| 2010 | German VIVA Comet Awards         | Best Female Artist                                       | „Evacuate the Dancefloor” | Wygrana   |
| 2010 | MTV Video Music Awards           | Best Dance Music Video                                   | „Evacuate the Dancefloor” | Nominacja |
| 2012 | „Unser Song fur Malmö”           | Niemiecki reprezentant na 58. Konkurs Piosenki Eurowizji | „Glorious”                | Wygrana   |